# Horst (Gelsenkirchen)
Horst è un quartiere (Stadtteil) di Gelsenkirchen, appartenente al distretto Ovest.